# Internationale Messe Thessaloniki

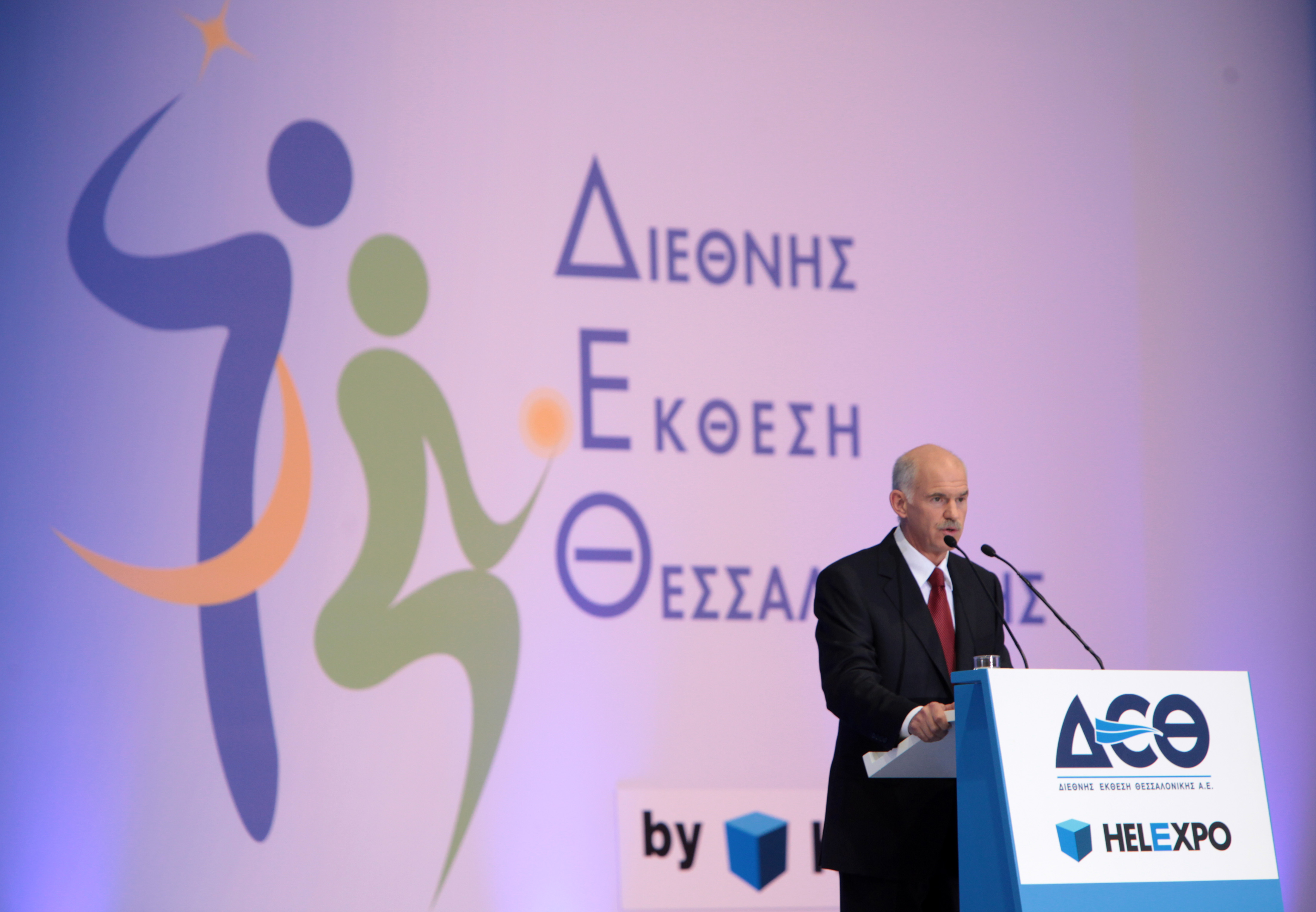
Eröffnung der Messe durch den Ministerpräsidenten, 2009

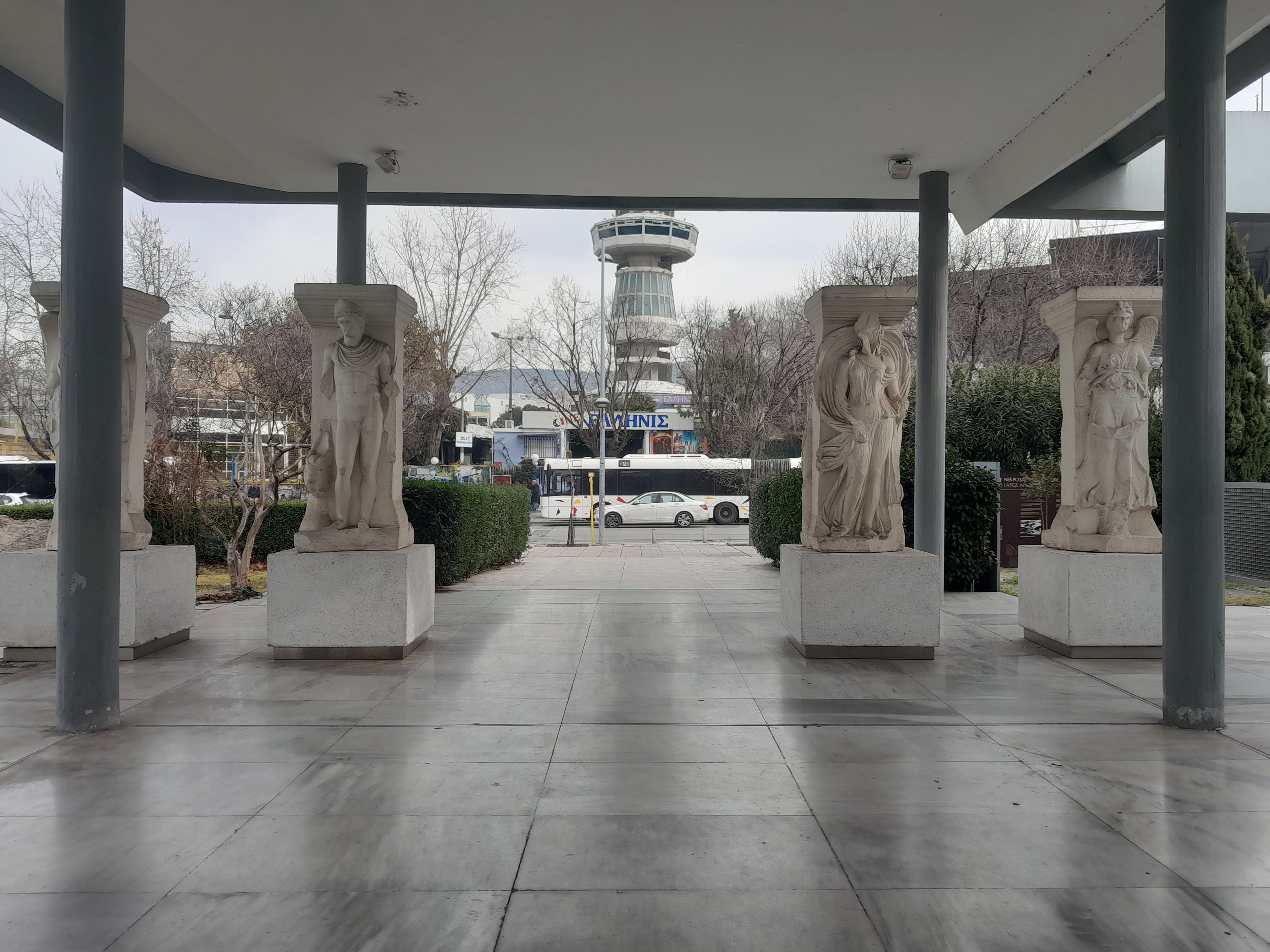
Die Messe gab Mittel für den Ankauf der Las Incantadas Kopien

Die Internationale Messe Thessaloniki (Διεθνής Έκθεση Θεσσαλονίκης ΔΕΘ, Thessaloniki International Fair TIF) ist eine Herbstmesse in Thessaloniki mit den Schwerpunkten Konsumgüter, Investitionsgüter, Baumaschinen, Elektrohaushaltsgeräte. Gleichzeitig ist sie auch die Trägergesellschaft des Messegeländes in Thessaloniki.

## Geschichte
Die Gesellschaft ist eine Tochtergesellschaft der HELEXPO und wurde 1925 gegründet. Seit 1926 findet die Internationale Messe in Thessaloniki statt und wird seit den 1960er Jahren vom Premierminister eröffnet, bis 2006 im Regierungsgebäude Palataki. Auf der Messe von 1957 wurde der in Griechenland sehr beliebte Café frappé erfunden. Aufgrund zahlreicher Spezialmessen hat ihre Bedeutung abgenommen, sie ist jedoch nach wie vor die größte Messe des Landes.

## Anlagen
Das Messegelände hat eine bebaute Fläche von 180.000 m². Auf dem Messegelände befinden sich auch der OTE-Fernsehturm und das Palais des Sports, am Nordeingang die Skulptur Cor-ten. Kürzlich wurde ein zukünftiger Umzug der Messe beschlossen. Die Dachgesellschaft HELEXPO betreibt auch ein weiteres, kleineres Messegelände in Athen.